# Daniel Goossens
Daniel Goossens (Salon-de-Provence, 16 mei 1954) is een Franse stripauteur, actief bij het tijdschrift Fluide Glacial. Daarnaast is Daniel Goossens ook een onderzoeker op het gebied van artificiële intelligentie.

## Jeugd
Daniel Goossens volgde zijn vader, die luchtmachtpiloot was, naar Toulouse, Metz en Tahiti. Als jongen las Daniel Goossens Spirou en zijn eerste tekening die werd gepubliceerd was ook in dat stripblad, op zestienjarige leeftijd. Na zijn schooltijd probeerde Daniel Goossens tevergeefs aan de slag te gaan als striptekenaar. Na een jaar, onder druk van zijn ouders, schreef Goossens zich in aan de faculteit van Vincennes waar hij wiskunde en informatica studeerde. Daar specialiseerde Goossens zich in kunstmatige intelligentie. Ondertussen tekende hij gedurende twee jaar illustraties voor een Frans scoutsblad.

## Fluide glacial
Door bemiddeling van Jean-Claude Mézières kwam Daniel Goossens in contact met Guy Vidal, de hoofdredacteur van Pilote. Dat stripblad publiceerde enkele verhalen van Daniel Goossens. Maar al na enkele maanden maakte Goossens de overstap naar Fluide glacial op vraag van Gotlib waar hij een van de vaste waarden werd. Zijn strips worden gekenmerkt door een zwarte, intellectuele humor en hebben personages als de kerstman, Jezus Christus, Einstein of baby's (L'encyclopédie des bébés) als onderwerp.

## Prijzen
Voor zijn werk werd Daniel Goossens meermaals bekroond. In 1997 won hij de Grote Prijs van het Internationaal Stripfestival van Angoulême.
- Bibliothèque nationale de France: cb11905408x (data)
- Gemeinsame Normdatei: 1038601576
- International Standard Name Identifier: 0000 0000 1770 6430
- Nederlandse Thesaurus van Auteursnamen: 069532109
- Système universitaire de documentation: 026897202
- Virtual International Authority File: 2471050